# مارلون رامزي
مارلون رامزي (بالإنجليزية: Marlon Ramsey)‏ هو منافس ألعاب قوى أمريكي، ولد في 11 سبتمبر 1974 في غالفستون في الولايات المتحدة.

## وصلات خارجية
- مارلون رامزي على موقع الاتحاد الدولي لألعاب القوى (الإنجليزية)